# Anton Butotschnow
Anton Oleksandrowytsch Butotschnow (ukrainisch Антон Олександрович Буточнов, auch unter Anton Butochnov bekannt; * 26. März 1983 in Kiew, Ukrainische SSR, Sowjetunion) ist ein ehemaliger rumänisch-ukrainischer Eishockeyspieler, der zuletzt bis 2021 beim CSM Dunărea Galați in der rumänischen Eishockeyliga unter Vertrag stand.

## Karriere

### Club
Anton Butotschnow begann seine Karriere in Russland bei Kristall Elektrostal und wurde dort überwiegend in der zweiten Mannschaft in der drittklassigen Perwaja Liga eingesetzt. Nachdem er zwischenzeitlich bei Kristall Saratow und Disel Pensa in der zweitklassigen Wysschaja Liga gespielt hatte, kehrte er für die Spielzeit 2002/03 nach Elektrostal zurück, wo er ebenfalls in der Wysschaja Liga auf dem Eis stand. 2003 wechselte er für ein Jahr in seine ukrainische Heimat, wo er 2004 mit dem HK Sokil Kiew ukrainischer Meister wurde. Nach diesem Erfolg zog es ihn nach Westeuropa, wo er je ein Jahr beim HC Valpellice in der italienischen Serie A2 und bei den Heerenveen Flyers in der niederländischen Ehrendivision spielte. In der Spielzeit 2005/06 wurde er Topscorer und bester Vorbereiter der Ehrendivision. Nachdem er 2006 kurzfristig zu Sokil Kiew zurückgekehrt war, ging er erneut nach Westeuropa und spielte für die Hull Stingrays in der britischen Elite Ice Hockey League und Hijs Hokij Den Haag in der Ehrendivision. Nach kurzen Episoden beim HK Kompanjon Kiew in der heimischen Ukrainischen Eishockeyliga und dem HK Partizan Belgrad, mit dem er 2009 Serbischer Meister wurde, schloss er sich 2009 dem HK Berkut aus Browary an, für den er drei Jahre in der Ukrainischen Liga spielte. Nach weiteren Stationen beim HK Lewy Lwiw und dem HK Generals Kiew wechselte er nach Rumänien, wo er zunächst von 2014 bis 2017 bei CSA Steaua Bukarest und anschließend bis zu seinem Karriereende 2021 bei CSM Dunărea Galați in der rumänischen Eishockeyliga unter Vertrag stand.

### International
Im Juniorenbereich spielte Butotschnow mit der Ukrainischen U20-Ausahl bei der U20-Weltmeisterschaft 2003 in der Division I, als beim Turnier im kasachischen Almaty der Aufstieg in die Top-Division gelang. Zudem spielte er mit der Ukrainischen Studentenauswahl bei der Winter-Universiade 2005 in Innsbruck.
Nach seiner Einbürgerung nach Rumänien gab Butotschnow sein Debüt in der dortigen Nationalmannschaft bei der Weltmeisterschaft der Division I 2019, als die Rumänen von der B- in die A-Gruppe dieser Division aufstiegen. Zudem vertrat er seine Farben bei der Olympiaqualifikation für die Winterspiele in Peking 2022.

## Erfolge und Auszeichnungen
- 2004 Ukrainischer Meister mit dem HK Sokil Kiew
- 2006 Topscorer und bester Vorlagengeber der Ehrendivision
- 2009 Serbischer Meister mit dem HK Partizan Belgrad

### International
- 2003 Aufstieg in die Top-Division bei der U20-Weltmeisterschaft der Division I, Gruppe A
- 2019 Aufstieg in die Division I, Gruppe A, bei der Weltmeisterschaft der Division I, Gruppe B